# Anton Newcombe
Pour les articles homonymes, voir Newcombe.
Anton Alfred Newcombe, né le 29 août 1967, à Newport Beach, en Californie, est un auteur-compositeur-interprète, guitariste, multi-instrumentiste et producteur.
Il est l'un des fondateurs et la figure centrale du groupe de rock psychédélique The Brian Jonestown Massacre, qui appartient à la scène indépendante américaine. Il en est le seul membre permanent depuis sa création au début des années 1990.
Il maîtrise un grand nombre d'instruments de musique, comme la guitare, la basse, le sitar, le piano, l'orgue, la batterie, le violoncelle, la mandoline, ou l'harmonica.
Dépendant à l'alcool, à plusieurs opiacés et à l'héroïne, il réussit à se sevrer de celle-ci à la fin des années 2000.
La sortie du documentaire DIG! en 2004 a contribué à faire connaître The Brian Jonestown Massacre auprès d'un large public. Une image péjorative suit Anton Newcombe depuis la sortie du documentaire qui dépeint une opposition forte entre The Brian Jonestown Massacre et The Dandy Warhols. Le documentaire a été décrié par l'artiste pour les nombreuses manipulations mentionnées et le mauvais portrait qu'il tire des 2 groupes.

## Duo et Groupes

### The Brian Jonestown Massacre
Anton Newcombe est le leader du groupe de rock psychédélique The Brian Jonestown Massacre, qui appartient à la scène indépendante américaine.

### Tess Parks & Anton Newcombe
La chanteuse canadienne Tess Parks et Anton Newcombe collaborent à la création de plusieurs albums après leur rencontre à Berlin en 2014. L'album I declare nothing voit le jour en 2015, suivit de Tess Parks & Anton Newcombe en 2018.

### L'Épée
En 2019, Anton Newcombe fonde le groupe de rock psychédélique franco-américain L’Épée, aux côtés Lionel et Marie Limiñana (The Limiñanas) et de la chanteuse et actrice Emmanuelle Seigner.

## A Recordings Ltd
Anton Newcombe fonde en 2008, le label A Recordings.

## Vie personnelle
Anton Newcombe vit à Berlin depuis 2007. Il a un enfant prénommé Wolfgang.